# Marcello Bedoni
Marcello Bedoni nació en Jesi (Italia) en el 10 de septiembre de 1966, es un cantante lírico de fama internacional que comenzó su carrera cuando solo tenía 21 años. Su proceso de perfeccionamiento se da mientras recibe enseñanzas por parte de grandes nombres de la escena lírica como los tenores Luciano Pavarotti, Franco Corelli y Veriano Luchetti y la soprano Mietta Sighele.

## Estudios
Su técnica y su estilo vocal es producto de sus estudios en el centro artístico “Paolo Grassi” en Martina France con el profesor Rodolfo Celletti, luego prosigue con el curso de especialización “Adriano Belli” en Spoleto, la clase maestra de Bertelsmann (BMG Records) en Gütersloh (Alemania) y El Cairo (Egipto), con el instructor M. Gustav Kuhn.
Ganador de 12 de los concursos más prestigiosos de canto, 2 de ellos en su natal Italia y otros 10 internacionales, entre ellos el premio Mario del Mónaco, el Katia Ricciarelli y el Enrico Caruso. En 1999 recibe el premio Silver Tiberini como el cantante más joven con una prometedora carrera.

## Historial
Una vez que debuta, comienza a presentarse no sólo en los más importantes teatros italianos, sino que también comenzó a ser reconocido en todo el mundo por sus producciones en Europa y Norteamérica, y su participación junto a famosos como Mirella Freni, Peter Dvorsky, Paul Coni y Cecilia Gasdia, tan solo por mencionar algunos, y de directores de orquesta de la talla de Richard Bonynge, Bruno Bartoletti, Bruno Aprea, Gustav Kuhn, Carlo Maria Cillario, Kristian Badea, Jacek Kaspszyk y Martin Elmquist entre otros.
Su capacidad vocal le permite desenvolverse en una amplia gama que conforman su vasto repertorio que va desde 1700 a 1900 en operas de Mozart, Donizetti, Berlioz, Gounod, Verdi, Puccini y Mascagni.

## Grabaciones
Algunas de sus grabaciones son «Le Maschere» de Mascagni editada por Kicco Classic, «Óperas Arias» con OperaElite, «Messa di Gloria» de Puccini por Luxembourg Philharmonia y I Promessi Sposi de Ponchielli editado por Bongiovanni.
- Datos: Q5995679